# Тумалейка (Мордовия)
Тумалейка — посёлок в Ельниковском районе Мордовии. Входит в состав Каньгушанского сельского поселения.

## История
Основан после отмены крепостного права. В «Списке населённых мест Пензенской губернии за 1894» Тумалейка деревня из 19 дворов Краснослободского уезда.

## Население
| 2002 | 2010 |
| ---- | ---- |
| 13   | ↘11  |

Национальный состав
Согласно результатам Всероссийской переписи населения 2002 года, в национальной структуре населения русские составляли 77 %.